# FC Pro Vercelli 1892
US Pro Vercelli är en fotbollsklubb från Vercelli i Italien.

## Historia
Pro Vercelli bildades 1892. 1903 togs fotboll upp på programmet, och i början av 1900-talet tillhörde laget den italienska eliten i fotboll, med segrar i serie A 1908 ,1909, 1911 ,1912, 1913, 1921 och 1922.
Säsongen 1947-1948 åkte laget ur Serie B och kom att tillbringa de kommande 64 säsongerna i lägre serier. Säsongen 2011-2012 slutade man på en femte plats i Lega Pro Prima Divisione och lyckades därefter kvala sig upp till Serie B. 

## Kända spelare
Se också Spelare i Pro Vercelli
- Silvio Piola